# 南美大吻石脂鯉
南美大吻石脂鯉，為輻鰭魚綱脂鯉目脂鯉亞目脂鯉科的其中一個種，分布於南美洲黑河流域，體長可達3.9公分，棲息在底中層水域，生活習性不明。